# Art Chapman
Arthur St. Clair Chapman (Victoria, Columbia Británica, 28 de octubre de 1912 - Nanaimo, Columbia Británica, 3 de febrero de 1986) fue un  jugador de baloncesto canadiense. Fue medalla de plata con Canadá en los Juegos Olímpicos de Berlín de 1936.